# Ana Aurélia Mendes Rosa
Ana Aurélia Mendes Rosa (Santa Helena de Goiás, 10 de setembro de 1988) é uma atleta paralímpica brasileira que atua na modalidade de basquete em cadeira de rodas.

## Biografia
Após um acidente de carro que resultou em uma lesão na medula, Ana Aurélia teve seu primeiro contato com o esporte enquanto estava no centro de reabilitação em Brasília. Foi em 2011 que ela fez sua estreia em um evento esportivo internacional de grande importância: os Jogos Parapan-Americanos de Guadalajara.
Em 2010, atuando pela Associação dos Deficientes Físicos de Rio Verde, em Rio Verde, Goiás, Ana foi convocada para participar da seleção brasileira e atuar no Campeonato Mundial Feminino, na Inglaterra. Ela também faz parte da equipe de Goiás ADERFIRV.
Em 2016, ela recebeu uma homenagem da Legião da Boa Vontade (LBV), pelo programa Criança: Futuro no Presente!.
Ana atuou em diversos eventos esportivos internacionais de alto nível, como as Paralimpíadas do Rio 2016 e Campeonatos Sul-Americanos, além de já ter conquistado junto à equipe brasileira a medalha de bronze nos Jogos Parapan-Americanos de Toronto em 2015 e nos Jogos Parapan-Americanos Lima em 2019.

## Títulos
Jogos Parapan-Americanos
- Bronze: 2015 (Toronto)[1]
- Bronze: 2019 (Lima)[1]

Copa América
- Bronze: 2022 (São Paulo)[1]